# Ракерс, Бернхард
Бернхард Ракерс (нем. Bernhard Rakers; 6 марта 1905, Зёгель, Германская империя — 10 августа 1980, Бармштедт, ФРГ) — гауптшарфюрер СС, рапортфюрер концлагеря Освенцим.

## Биография
Бернхард Ракерс родился 6 марта 1905 года в семье трактирщика и домохозяйки. После окончания школы выучился на пекаря. В 1930 году сдал экзамен по своей профессии, но в 1933 году был вынужден бросить работу из-за болезни, после чего стал безработным. В марте вступил Штурмовые отряды (СА), 1 мая — в НСДАП (билет № 1850906). В феврале 1934 года подал заявление на работу в качестве охранника в лагерь Эмсландлагер, но из-за несчастного случая ему пришлось отменить прохождение подготовительных курсов. Потом был переведён в концлагерь Эстервеген, где работал на кухне. Осенью 1934 года был зачислен в отряды СС «Мёртвая голова». С августа 1936 года служил в концлагере Заксенхаузен шеф-поваром. В мае 1940 года был повышен до гауптшарфюрера СС.
Осенью 1942 года за кражу и присвоение продуктов питания Главное административно-хозяйственное управление СС отправило его на службу в концлагерь Освенцим. В начале 1943 года служил в одном из сублагерей под названием Буна-Моновиц, где стал коммандофюрером. Ракерс был известен своим жестоким поведением и тем, что не сообщал о неправомерных действиях заключённых в обмен на предоставление продовольствия, тем самым шантажируя их. Однако на него поступали различные жалобы по поводу его жестокости, но они привели только к повышению Ракерса по службе. В итоге он стал рапортфюрером и на этой должности отвечал за перекличку в лагере и за определение количества заключённых. Но многочисленные проступки привели к тому, что его перевели в силезский лагерь Гляйвиц 2. Там он вместе с гауптшарфюрером Отто Моллем нёс ответственность за транспортировку заключённых в Заксенхаузен. В феврале 1945 года стал начальником сублагеря Веймар Густлофф-Веркен.

### После войны
После окончания войны был взят в плен американцами, а затем отправлен в французский лагерь для военнопленных и впоследствии находился с апреля по июнь 1948 года в лагере для интернированных в Фаллингбостеле.
В декабре 1948 года денацификационной палатой Билефельда был приговорён к 2,5 годам за принадлежность к СС, которые были отбыты в предварительном заключении. Потом работал пекарем в Лингене. 24 июля 1950 года был арестован в Лингене по подозрению в совершении военных преступлений. 20 августа 1952 года в Оснабрюке над ним начался судебный процесс. К суду были привлечены 49 свидетелей. Обвинение состояло в убийствах заключённых или нанесении смертельных травм. В итоге 10 февраля 1953 года он был приговорён к пожизненному заключению и дополнительно к 15 годам заключения за пятикратное убийство и нанесение тяжких телесных повреждений. Кроме того, был пожизненно лишён гражданских прав. В ноябре 1953 года приговор вступил в законную силу. В 1959 году в отношении него прошло новое судебное разбирательство в Оснабрюке, где рассматривались его преступления во время марша смерти заключённых из Освенцима в Заксенхаузен, и что привело к его повторному осуждению на 15 лет заключения. Отбывал наказание в тюрьме города Целле. Писал прошения о помиловании, где позиционировал себя как невинную жертву правосудия. 2 марта 1971 года был помилован немецким политиком от СДПГ Альфредом Кубелем и освобождён. Впоследствии вновь вернулся к работе пекаря. Умер в 1980 году в Бармштедте.